# Poplava u Zagrebu 2020.
U noći s 24. na 25. srpnja 2020. nakon 21:00 Zagreb je pogodila oluja koja je proizvela jednu od najvećih zabilježenih bujičnih poplava u povijesti grada. U jakom pljusku u nekoliko se sati na grad sručilo više padalina nego što prosječno padne u čitavom srpnju. Medvednički potoci brzo su nabujali i preopteretili gradsku kanalizaciju, poplavivši dijelove grada. Najteže je bio pogođen širi centar grada, naročito Ilica, Donji grad i Trnje, no bujica je plavila zgrade i ulice i u mnogim predgrađima, uključujući Buzin, Črnomerec, Jankomir i Maksimir. Oluja je na mnogo mjesta zaustavila automobilski promet i javni prijevoz, te su gradske službe morale spašavati ljude zarobljene u poplavljenim stanovima i autima. Jedan vatrogasac preminuo je pri ispumpavanju vode na intervenciji. U osmodnevnom roku za prijavu štete zaprimljeno je više od 2000 prijava, ali gradske vlasti nisu objavile detaljnije podatke o razmjerima štete.
Zagreb leži na obroncima planine Medvednice, dok je širi centar stiješnjen na naplavnoj ravni između planine i rijeke Save. I rijeka i medvednički bujični potoci više su puta izazvali smrtonosne poplave. Posljedično su napravljeni sustavi obrane od poplava kojima upravlja državna tvrtka Hrvatske vode. Međutim, iako su Državni hidrometeorološki zavod i međunarodne agencije u prethodnih 48 sati izdale upozorenja na opasnost od bujičnih poplava, obrana nije pokrenuta. Nakon bezuspješnih poziva u pomoć vlastima grupa stanovnika Trnja provalila je u praznu zgradu brane Kuniščak, kroz koju se voda iz mnogih medvedničkih potoka ulijeva u Savu, te otvorila ustavu da bi nakupljenu vodu ispustila u rijeku. U sljedećih nekoliko dana u medijima je vladala žučna rasprava o tome tko je odgovoran za zatvorenu i zaključanu ustavu bez dežurnih osoba koje su mogle spriječiti ili smanjiti poplavu. Gradonačelnik, Vodoopskrba i odvodnja i Hrvatske vode odrekli su se odgovornosti i pritom se našli na meti javnosti. Također, čovjeka kojega su mediji nazvali heroj s Trnja jer je provalio u branu i okretao kolo da je otvori, policija je uhitila u incidentu koji su neki opisali kao slučaj policijskog nasilja. Mediji su osudili policijsko postupanje u tom slučaju. Hrvatske vode podnijele su kaznenu prijavu za provalu u branu. Slučaj je u prosincu 2020. još uvijek bio pred sudom.

## Uvod
Na području Zagreba dva su glavna uzročnika poplava: rijeka Sava, koja je uzrokovala razornu poplavu 1964., i zagrebački potoci na planini Medvednici.:str. 8 Na južnoj, zagrebačkoj strani Medvednice nalazi se nekoliko desetaka potoka, kojima je karakterističan bujični tok nakon velikih padalina. Posebno opasna poplava, ujedno i najsmrtonosnija prirodna nepogoda koja je ikad pogodila grad, dogodila se u srpnju 1651., kada se potok Medveščak izlio iz korita tijekom noćne oluje i odnio mnoge kuće i drveće u Ulici Potok (današnja Tkalčićeva ulica). U poplavi su poginule pedeset i dvije osobe. Već u drugoj polovici 17. stoljeća zabilježeni su prvi sustavi obrana od poplava na Medveščaku. Posljednje značajno izlijevanje medvedničkih potoka iz korita dogodilo se tijekom rekordnih kiša 3. i 4. srpnja 1989., kad je poplavljeno područje između Zagrebačkog zoološkog vrta u Maksimiru i Žitnjaka. Nakon 1989. obrane su pojačane novim retencijama i ustavama koje smanjuju vodene valove s planine, te su u istu vrhu nekim potocima korita uređena ili pokrivena. Devetnaest od planiranih 39 retencija izgrađeno je do 2004. godine, nakon čega je gradnja zamrla. Reljef grada otežava otjecanje vode s planine. Naime, na potezu Ilica ― Vlaška teren naglo prelazi iz brdovitog u visokourbaniziranu i slabo propusnu savsku naplavnu ravan, što uvelike otežava odvodnju tijekom velikih kiša.
Dana 23. srpnja u 2:00 Europski sustav za upozoravanje na opasnost od poplava (EFAS) izdao je upozorenje za poplave u središnjoj Hrvatskoj. Državni hidrometeorološki zavod Republike Hrvatske na Meteoalarmu je izdao najviši, crveni stupanj upozorenja na grmljavinsko nevrijeme za 24. srpnja u središnjoj Hrvatskoj. U tekstu upozorenja spominjala se opasnost od bujičnih poplava i da se očekuje više od 50 litara kiše na četvorni metar. Prognostičarska organizacija ESTOFEX (European Storm Forecast Experiment) izdala je upozorenje drugog stupnja za područje koje je uključivalo Zagreb, upozoravajući na mogućnost krupne tuče, jakog vjetra i pijavica, izjavivši da "bi se tijekom noći mogla pojaviti opasnost od velikih količina padalina u dijelovima Slovenije i Hrvatske."

## Meteorološke odlike
Visinska dolina s hladnim zrakom približavala se Hrvatskoj s Alpa na zapadu, dok je od petka ujutro s mora na jugozapadu pristizala velika količina vlažnog i nestabilnog zraka. Orografija Dinarida omogućila je stvaranje jakih grmljavinskih oluja, što se očitavalo u visokim vrijednostima konvektivne raspoložive potencijalne energije (CAPE) i smicanjem vjetra u dubljem sloju atmosfere (10 – 20 m/s u prvih šest kilometara atmosfere). U noći s 23. na 24. srpnja jake grmljavinske oluje počele su se stvarati iznad sjeverne Italije. Sredinom dana zabilježene su i oluje nad Hrvatskom. Istra je pogođena tučom, a poslijepodne je bujična poplava zahvatila Senj. Oluje su materijalnu štetu nanijele i u Bosni i Hercegovini: u Tuzli je nevrijeme uzrokovalo poplavu i snažan vjetar.
Olujna ćelija koja je uzrokovala poplavu nastala je jugozapadno od grada oko 21 sat. Dok se visinska dolina pretvarala u ciklonu, olujni se sustav oko 21:45 zaustavio nad Zagrebom i uzrokovao veliku količinu munja te obilne padaline nad gradom. Ogromne količine kiše pale su tijekom sat-dva. Meteorološka postaja Zagreb-Grič, gdje se od 1910. vodi evidencija padaline po satu, izmjerila je rekordnih 58,9 litara po četvornom metru između 21:00 i 22:00 te 77 litara od 21:00 do 23:00. Potonji rekord ima povratni period dulji od 400 godina. Postaja Zagreb-Maksimir izmjerila je 51,5 litara u istom razdoblju; takva se količina u prosjeku očekuje jednom u 76 godina. Količina oborina tijekom 24 sata (od 14:00 24. srpnja do istog vremena 25. srpnja) iznosila je 89 litara na Griču, 70 litara na Sljemenu i 65 litara u Maksimiru. Neke od tih vrijednosti bile su više od prosjeka za čitav mjesec srpanj, no znatno niže od vrijednosti koje je postavila oluja srpnja 1989. i apsolutnih rekorda iz 1926. Za usporedbu, u najkišovitijem danu u godini u Zagrebu prosječno padne 47,6 litara kiše na četvorni metar. 

## Poplava
Kiša je ubrzo uzrokovala bujični tok u zagrebačkim potocima. Vodostaj potoka Štefanovec u kratkom se vremenu povećao šesterostruko. DHMZ navodi da se zbog ljetnih niskih vodostaja i činjenice da su oborine većinom pale nad samim gradom potoci nisu izlili iz korita, no velika količina vode preopteretila je mješoviti kanalizacijski sustav u središnjem dijelu grada, koji odvodi i otpadne i oborinske vode. Lokalizirane poplave pogodile su znatan broj zagrebačkih četvrti. Stanje je bilo najteže u centru grada, koji se nalazi južno od prijelaza s medvedničkog pobrđa u savsku naplavnu ravan koja je s druge strane omeđena savskim nasipom. Voda je prekinula tramvajski promet i učinila glavne gradske ulice, pothodnike i podvožnjake neprohodnima, te je s ulica i kroz kanalizaciju poplavila prizemlja i podrume kuća i zgrada.
Među poplavljenim ulicama i kvartovima našli su se Ilica, Britanski trg, Donji grad općenito, Trnje, Stara Trešnjevka, Rudeš, Jazbina, Šestinski dol Jankomir i Buzin. Ulica Fraterščica zatvorena je nakon što je bujica odnijela dio kolnika; hitne službe na više su mjesta u gradu spašavale ljude iz poplavljenih automobila. U ulici Črnomerec blato koje je nanijela bujica stvorilo je prirodnu branu u koritu potoka Črnomerca, koja je potom uzrokovala novu poplavu tijekom oluje dva dana poslije.
U gradskoj četvrti Trnje, koja se velikim dijelom nalazi ispod razine vrha savskog nasipa, lokalni stanovnici izvijestili su da je poplava počela nakon 22 sata, izbacujući poklopce šahta prije nego što je počela ulaziti u kuće. Razina vode rasla je sve dok neki od stanara nisu provalili u praznu, poplavljenu kontrolnu sobu brane Kuniščak i uspjeli podignuti ustavu, nakon čega je razina vode počela opadati. Prema riječima svjedoka poplava je aktivirala strujnu zaštitnu sklopku koja je ugasila struju u zgradi, zbog čega je jedan od stanara otvorio branu ručno okrećući ventil. Brana Kuniščak nalazi se na lijevom nasipu Save i dio je sustava obrane od poplava za područje Grada Zagreba. Kontrolira otjecanje vode mnogih zagrebačkih potoka čija su prirodna ušća zatvorena u Savu,:str 5. te se time sprječava povratak vode u grad tijekom velikih voda Save. Branom upravljaju Hrvatske vode, čija hitna služba tijekom poplave navodno nije bila dostupna. Prema navodima Vodoopskrbe i odvodnje (ViO), zagrebačkog javnog vodovodnog i kanalizacijskog poduzeća, poplava je dodatno pogoršana time što je svih 19 retencija na zagrebačkim potocima bilo otvoreno. Retencije se tijekom opasnosti od bujičnih poplava zatvaraju. Time se usporava tok vode i posljedično smanjuje visina vodenog vala nizvodno od retencije.
Poplava je neizravno prouzrokovala jednu smrt. Jedan vatrogasac iz dobrovoljnog vatrogasnog društva umro je od srčanog udara prilikom intervencije u poplavljenom podrumu. Među ozlijeđenim osobama našao se i jedan čovjek s teškoćama kretanja, kojemu je jedna prolaznica pomogla da izađe iz auta koji je bujica odvukla u podvožnjak pod 2,5 metra vode. Tijekom noći hitnim je službama upućeno nekoliko tisuća poziva. Oko 23 sati zagrebačka vatrogasna služba zamolila je građane da je zovu samo u slučajevima krajnje nužde. Izvršeno je oko 50 intervencija hitne pomoći.

## Brana Kuniščak
Zatvorena ustava Kuniščak brzo je postala točka prijepora u medijima. Grad Zagreb i Hrvatske vode, državna tvrtka odgovorna za zaštitu od poplava, odrekli su se odgovornosti za nedjelovanje prilikom poplave. Hrvatske vode održale su 26. srpnja konferenciju za novinare kod brane Kuniščak, gdje su se odrekle odgovornosti za poplavu. Predstavnici Hrvatskih voda naveli su mirnu situaciju u Savi, čiji je vodostaj tog dana bio -161 cm, kao razlog zašto nitko nije dežurao na brani. Okupljeni stanovnici cinično su reagirali na njihove izjave. Sljedećeg su dana Hrvatske vode na sučeljavanju u TV emisiji Otvoreno izjavile da je ustava bila spuštena da bi se izbjeglo slijevanje vode iz rijeke u grad; također su istakle da sve odvodne vode moraju proći kroz pročistač otpadnih voda na Gradskom odvodnom kanalu koji istječe u Savu nizvodno od Zagreba. Direktor ViO-a izjavio je da predjeli Trnave i Sesveta, koji inače nisu povezani s pročistačem, nisu bili poplavljeni zbog novog kolektora. Hrvatske vode naknadno su izjavile da je ViO trebala rasporediti dežurstvo na brani i da bujične poplave nisu njihovo područje odgovornosti.
Tijekom oluje 3. kolovoza djelatnik Hrvatskih voda dežurao je na brani zbog "predviđenih porasta vodostaja na manjim bujičnim vodotocima", te je ustava podignuta kako bi se spriječilo plavljenje. Na naknadni upit medija Hrvatske vode izjavile su da bi bile podignule ustavu 24. srpnja da im je ViO za to uputio zahtjev. Hrvatske vode zbog te su poplave smijenile voditelja odsjeka za sprječavanje poplava na gornjem toku Save.

### Uhićenje
Tihomir Blagus, Trnjanin koji je nakon provale okretao ventil ustave, uhićen je dan nakon oluje. Prolazeći kraj brane naišao je na nekoliko policajaca koji su obavljali očevid nad provalom te im je u razgovoru priznao svoje postupke prethodne noći. Nakon uhićenja isti je dan pušten iz pritvora, navodno zbog pritiska javnosti. Prema njegovim riječima, nakon što je pokušao razgovor snimiti mobitelom, jedan mu ga je policajac izbio iz ruke, a nakon što je zatražio povratak mobitela, srušili su ga na pod i uhitili. Prema izjavi policije bio je pod utjecajem alkohola, galamio i vrijeđao policajce, zamahnuo rukama u njihovom smjeru te se odbio smiriti. U policijskom priopćenju kao uzrok uhićenja navedeno je narušavanje javnog reda i mira, a ne provala u branu. Na Facebooku je objavljen videozapis Blagusova uhićenja na kojem se vidi kako policajac koljenom vrši pritisak na Blagusov vrat (tzv. "koljenica"). Policija je izjavila da je snimka nepotpuna i izvađena iz konteksta te nije poduzela disciplinske mjere protiv uključenih policajaca, navodeći da je koljenica u sklopu dozvoljenog postupanja, dok je bivši hrvatski ministar unutarnjih poslova Ranko Ostojić ustvrdio da je ta mjera prije nekoliko godina zabranjena.
Način uhićenja izazvao je javne optužbe zbog policijskog nasilja, i pokrenuo raspravu o tome smiju li građani snimati policajce na dužnosti. Odvjetnici koje su konzultirale novine Jutarnji list i televizijska mreža RTL izjavili su da građani na to imaju pravo. Pučka pravobraniteljica Lora Vidović objavila je da njezin ured istražuje incident, ali je odbila komentirati zakonitost uhićenja. Društveni i novinski mediji osudili su upotrebu sile i pohvalili Blagusa kao "heroja koji je spasio Trnje" zato što je otvorio branu. Na internetu je pokrenuta peticija u potporu Blagusove borbe s pravosuđem.
Hrvatske vode podnijele su policijsku prijavu zbog provale u zgradu brane. U rujnu su protiv Blagusa podnesene i prijave zbog kršenja mira i omalovažavanja ili vrijeđanja službene osobe. Iako su Hrvatske vode izjavile da su pokušale povući prijavu zbog provale, u prosincu 2020. sudski su postupci protiv Trnjana i dalje bili u tijeku. Prema hrvatskom zakonu provala je kažnjiva novčanom kaznom ili kaznom zatvora do jedne godine.
U Blagusovoj kući poplava je uništila namještaj, elektroniku, kuhinju, pločice na podovima i drugu imovinu, uključujući i automobil. Stanovnici Trnja izjavili su da su morali sami isprati blato koje je poplava nanijela na kolnik gradskih ulica jer gradske službe nekoliko dana nakon poplave nisu dolazile čistiti ulice. Blagusu je navodno gradonačelnik Milan Bandić preko kvartovskog vijeća "velikodušno" ponudio 2500 kuna odštete, što je on odbio. Blagusov poslodavac donirao mu je namještaj u vrijednosti od 43 000 kuna. Blagus je izjavio da je grad štetu procijenio na 100 000 kuna.

## Materijalna šteta
Oborinske i otpadne vode poplavile su brojne stanove. Zagrebačka vatrogasna služba provela je nekoliko stotina intervencija, uglavnom ispumpavanja vode iz domova i spašavanja ljudi iz nasukanih automobila, poplavljenih podruma i suterenskih stanova. Poplava je nanijela daljnju štetu na zgradama već oštećenima u potresu 22. ožujka. Među njima su bili Klinika za dječje bolesti Zagreb u Klaićevoj ulici, gdje je poplava uništila bolničku ljekarnu i medicinsku opremu, uključujući hladnjak sa skupom zalihom umjetne kože, zgradu Sveučilišta u Zagrebu i niz gradskih knjižnica. Prema prvim procjenama šteta u klinici iznosi 1 – 1,5 milijuna kuna, ne računajući namještaj i elektroniku. Zaposlenici su proveli noć spašavajući stvari i ispumpavajući vodu koja je dosegla visinu od 60 cm. Druge bolnice posudile su klinici nužne potrepštine. Značajna šteta zabilježena je i u Muzeju za umjetnost i obrt, Importanne Centru, tada nedavno otvorenom muzeju vlakova Backo Mini Express i Prehrambeno-biotehnološkom fakultetu.
Zaključno s rujnom 2020. Grad Zagreb nije objavio podatke o razmjerima štete od poplave. Dana 26. srpnja Ministarstvo regionalnog razvoja i fondova Europske unije objavilo je da razmatra da od EU-a zatraži financijsku pomoć za štetu od poplava. O toj temi nije bilo daljnje javne rasprave.

## Odjek u javnosti
Predsjednik Zoran Milanović, premijer Andrej Plenković i gradonačelnik Milan Bandić izrazili su sućut obitelji preminulog vatrogasca. Gradonačelnik Bandić rekao je da će Grad pomoći pri saniranju šteta od poplave, ali i da nije za njih odgovoran. Prema njegovu navodu štete su bile "minimalne", "uzrok je uglavnom bio sam svoj majstor", a poplava bi bila "zaboravljena u 24 sata" da vatrogasac nije umro. Gradska oporba i stanovnici pogođeni poplavama kritizirali su te izjave. Stanovnici i vijeća gradskih četvrti i mjesnih odbora isprva su dobili manje od 48 sati da podnesu i prikupe zahtjeve za štetu i proslijede ih gradskoj upravi. Rok je produžen za sedam dana nakon urgiranja oporbenih stranaka. Gradska uprava izvijestila je da je zaprimila 2277 zahtjeva za štetu, od čega je 1738 prihvaćeno. Gradonačelnik Bandić izjavio je da poplava nije ispunila uvjete za proglašenje elementarne nepogode jer je prouzročila manje od 1 milijarde kuna štete. Iako je Bandić u početku obećavao odštetu do 50.000 kuna ili smještaj u gradskom stanu, kad je Grad u veljači 2021. zatražio dokumentaciju za zahtjeve za odštetu, rečeno je da će neosigurana poplavljena kućanstva kao naknadu dobiti jednokratnu isplatu od 3000 do 12 000 kuna.
Nakon poplave novine su izvijestile o lošem stanju slivnika za oborinske vode, čije je održavanje prema izjavi direktora ViO-a obustavljeno nakon potresa. ViO i Grad našli su se i na meti javne kritike stanovnika nekoliko poplavljenih četvrti u kojima su poplave u to vrijeme postale učestale nakon kanalizacijskih ili uličnih radova. Stanovnici ulice Jazbina naveli su česte poplave prilikom jakih kiša i za to okrivili radove na ulici 2011., tijekom kojih su oborinske vode preusmjerene oko 614 metara duge retencije Jazbine direktno u kanalizacijski sustav. Novine su spomenule slučaj Varaždina, u kojem je u istoj oluji palo 128 litara na četvorni metar, ali se nisu dogodili zagrebački razmjeri poplava. Dekan Geotehničkog fakulteta u Varaždinu naveo je da su za to odgovorni manji intenzitet padalina u Varaždinu, različita konfiguracija terena i bolje održavani kanalizacijski sustav.
Gradonačelnik Bandić najavio je 28. srpnja da će Grad tužiti Hrvatske vode jer su "Zagrepčanima ukrali komunalne naknade 450 milijuna kuna." Oporbeni političari kritizirali su taj potez i za katastrofu okrivili nedostatak komunikacije između Grada i Hrvatskih voda te dugotrajno neodržavanje komunalne infrastrukture, pozivajući se na česte nestanke vode i grijanja, prisutnost otvorene kanalizacije u centru grada i rupe koje se često otvaraju u kolniku cesta.

## Budućnost
ViO je najavio dvije milijarde kuna vrijedan projekt obnove i planove da se rekonstruira sustav odvodnje oborinskih voda kako bi se u budućnosti spriječile poplave takva razmjera, ali "upozoravajući" da to neće biti moguće bez suradnje s Hrvatskim vodama. Planovi uključuju zamjenu dotrajalih cijevi i ugradnja senzora uz informatičku centralizaciju sustava. ViO je najavio da će prenijeti branu Kuniščak pod vlastito okrilje i opremiti je sustavom daljinskog upravljanja. Povijest zagrebačke kanalizacije počinje 1892. godine. Toliko su stari i dijelovi sustava u centru grada, gdje iste cijevi odvode i kanalizaciju i oborinske vode, a kanalizacijske se vode prilikom urbane poplave miješaju i vraćaju na površinu s oborinskim vodama. Prema navodima ViO-a 24. srpnja palo je tri puta više kiše nego što je sustav mogao podnijeti. DHMZ je upozorio da će obilne kiše postati češće i ekstremnije u budućnosti zbog globalnog zatopljenja. Kao i u mnogim drugim velikim gradovima urbane poplave postale su češće i opasnije zbog širenja gusto izgrađenog i betoniziranog gradskog područja na prijašnja vodopropusna tla. Tijekom prethodnih 15 godina ViO i Zagrebački holding uprihodili su nekoliko stotina milijuna eura prodajom obveznica radi poboljšanja zagrebačke vodovodne i kanalizacijske mreže, ali je gotovo sav novac potrošen u druge svrhe, među njima i za zamjene nekretnina.
Uz pandemiju COVID-19 i potres poplava je doprinijela rastu broja beskućnika u Zagrebu 2020.
Poplava je također poslužila i kao umjetničko nadahnuće. Filip Šovagović i Dubravko Mihanović proizveli su predstavu "Zagreb 2020." o nedaćama koje su grad pogodile 2020. godine, a scenarij se dotiče i poplave. Premijera je održana 27. studenoga 2020. u Kući Lauba. Dalje ju u raznim gradskim prostorima izvodi osoblje Gradskog dramskog kazališta Gavella, čija zgrada čeka sanaciju zbog potresa. Konceptualni umjetnik Aleksandar Battista Ilić postavio je velike crvene križeve od platna na nekoliko oštećenih zgrada u Ilici u sklopu Projekta Ilica: Q'Art.

## Vanjske poveznice
- Videozapisi poplave u Zagrebu na YouTubeu, montirao i objavio 24 sata
- Bujica u Kuniščaku dva sata nakon podizanja ustave, snimka stanovnika Trnja, objavio 24 sata
- Snimka uhićenja Tihomira Blagusa, objavio Večernji list
- Videozapis koji je Tihomir Blagus snimio prije netom prije uhićenja  Arhivirana inačica izvorne stranice od 14. svibnja 2021. (Wayback Machine), objavio Net.hr
- Trnje - na posljednjoj liniji obrane, grupa na Facebooku